# Клероидные
Cleroidea (лат.) — надсемейство жуков из серии семейств Кукуйиформные (Cucujiformia). Насчитывает 16 семейств и 10 000 видов, главным образом относящихся к семействам Cleridae и Melyridae. По числу видов стоит на десятом месте среди надсемейств жуков. В ископаемом состоянии известно с ранней юры. 

## Описание

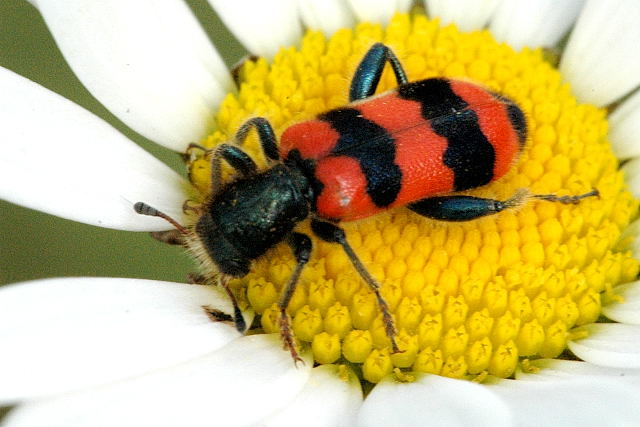
Пчеложук — Trichodes apiarius

Большинство членов группы имеют стройную форму тела (некоторые широкие и плоские), часто с довольно мягкими, гибкими элитрами. Обычно покрыты волосками или микрочешуйками. Часто ярко окрашены (например, Пчеложук). Личинки и взрослые жуки в основном хищники, питаются насекомыми. Имаго, также могут питаться пыльцой и часто обнаруживаются на цветах.

## Классификация
На территории России надсемейство Cleroidea представлено следующими семействами:
- Темнотелки (Trogossitidae). В России — 10 в. Источник оценки: А. Г. Кирейчук [2005].
- Щитовидки (Peltidae). В России — 13-15 в. Источник оценки: А. Г. Кирейчук [2005].
- Пестряки (Cleridae). В России — 36 в. Источник оценки: И. В. Мельник [2004].
- Мелириды (Melyridae) . В России — 5 в. Источник оценки: А. Л. Лобанов [2001].
- Дазитиды (Dasytidae). В России — 45 в. Источник оценки: А. Л. Лобанов [2001].

### Система по Kolibáč (2004)
В 2004 году была предложена иная классификация этой группы жуков (Kolibáč, 2004):
- melyrid branch: Acanthocnemidae — Attalomimidae — Dasytidae — Gietellidae — Malachiidae — Mauroniscidae — Melyridae — Phycosecidae — Prionoceridae
- trogossitid branch: Phloiophilidae — Trogossitidae
- clerid branch: Cleridae
- thaneroclerid branch: Chaetosomatidae — Metaxinidae — Thanerocleridae

### Классификация 2019 года
В 2019 году была проведена реклассификация надсемейства Cleroidea. Часть триб и подсемейств из Trogossitidae были выделены в отдельные семейства Lophocateridae, Peltidae, Protopeltidae, Rentoniidae, Thymalidae. Attalomiminae (бывшее Attalomimidae) синонимизировано с Melyridae в широком объёме, которое включает только Dasytinae (Dasytidae), Malachiinae (Malachiidae) и Melyrinae. Gietellinae (Gietellidae) включено в Rhadalidae. Chaetosomatidae в новом объёме включает новый синоним Metaxinidae.